# Левченко, Анатолий Степанович
Анато́лий Степа́нович Ле́вченко (18 октября 1948, с. Новопетровка, Первомайский район, Алтайский край, РСФСР — 8 сентября 2021, п. Студёный овраг, Самара, Россия) — советский российский инженер путей сообщения, кандидат технических наук (2001), ректор Самарской государственной академии путей сообщения.

## Биография
Родился 18 октября 1948, с. Новопетровка, Первомайский район, Алтайский край, РСФСР.
В 1971 году окончил Новосибирский институт инженеров железнодорожного транспорта. В том же году начал работать инженером на Восточно-Сибирской железной дороге. Здесь последовательно прошёл путь: дежурный по станции, маневровый диспетчер станции Иркутск-Сортировочный, главный инженер, начальник станции Суховская, начальник Тайшетского отделения.
В 1980 году назначен заместителем начальника Красноярской железной дороги. В 1992 году стал первым заместитель начальника, затем начальником Куйбышевской железной дороги.
В 2000 году Анатолий Левченко стал ректором Самарской государственной академии путей сообщения, возглавлял вуз два года. С 2002 по 2007 год руководил Южно-Уральской железной дороги. В 2007 году вновь стал начальником Куйбышевской железной дороги.
С 2008 года был президентом Самарского государственного университета путей сообщения
Левченко внёс большой личный вклад в техническое переоснащение железнодорожных предприятий. Под его руководством успешно развивались пассажирская и путевая инфраструктура, системы электроснабжения, повышалась обеспечение безопасности движения.
Левченко был инициатором создания территориальных компании по пригородным пассажирским перевозкам, развивал скоростное межобластное и пригородное движение. В качестве руководителя активно занимался жилищным строительством для сотрудников железной дороги. Провёл реконструкцию Челябинского, Курганского и Оренбургского вокзалов.
Удостоен звания «Заслуженный работник ЮУЖД» в 2003 году. Награждён Орденами «Знак Почёта» (1988), Дружбы (2005), Преподобного Сергия Радонежского и медалями. Также награждён знаком «За заслуги перед Челябинской областью» в 2006 году.
Скончался 8 сентября 2021 года в Самаре.

## Ссылка
- Когда уходит легенда
- / Левченко Анатолий Степанович
- Памяти Анатолия Степановича Левченко
- Памяти Анатолия Степановича Левченко